# Isaac Haringhuysen
Isaac Abrahamsz. Haringhuysen (Alkmaar, 1640 - aldaar, 1692) was een zeventiende-eeuwse Nederlandse cartograaf, geodeet, astronoom, almanakberekenaar, vestingbouwer, wijnroeier, wiskundige en toezichthouder van stadlantaarns in Alkmaar.

## Betekenis
Hij heeft ruim dertig almanakken als berekenaar van zon-, water- en maanstanden op zijn naam staan. Tevens was hij medeverantwoordelijk voor het in kaart brengen als landmeter van de Wieringerwaard, Wieringen, Marsdiep en duingebieden in Noord-Holland. Haringhuysen was als almanakberekenaar de grote concurrent van Pieter Rembrantsz van Nierop.